# Altiplano

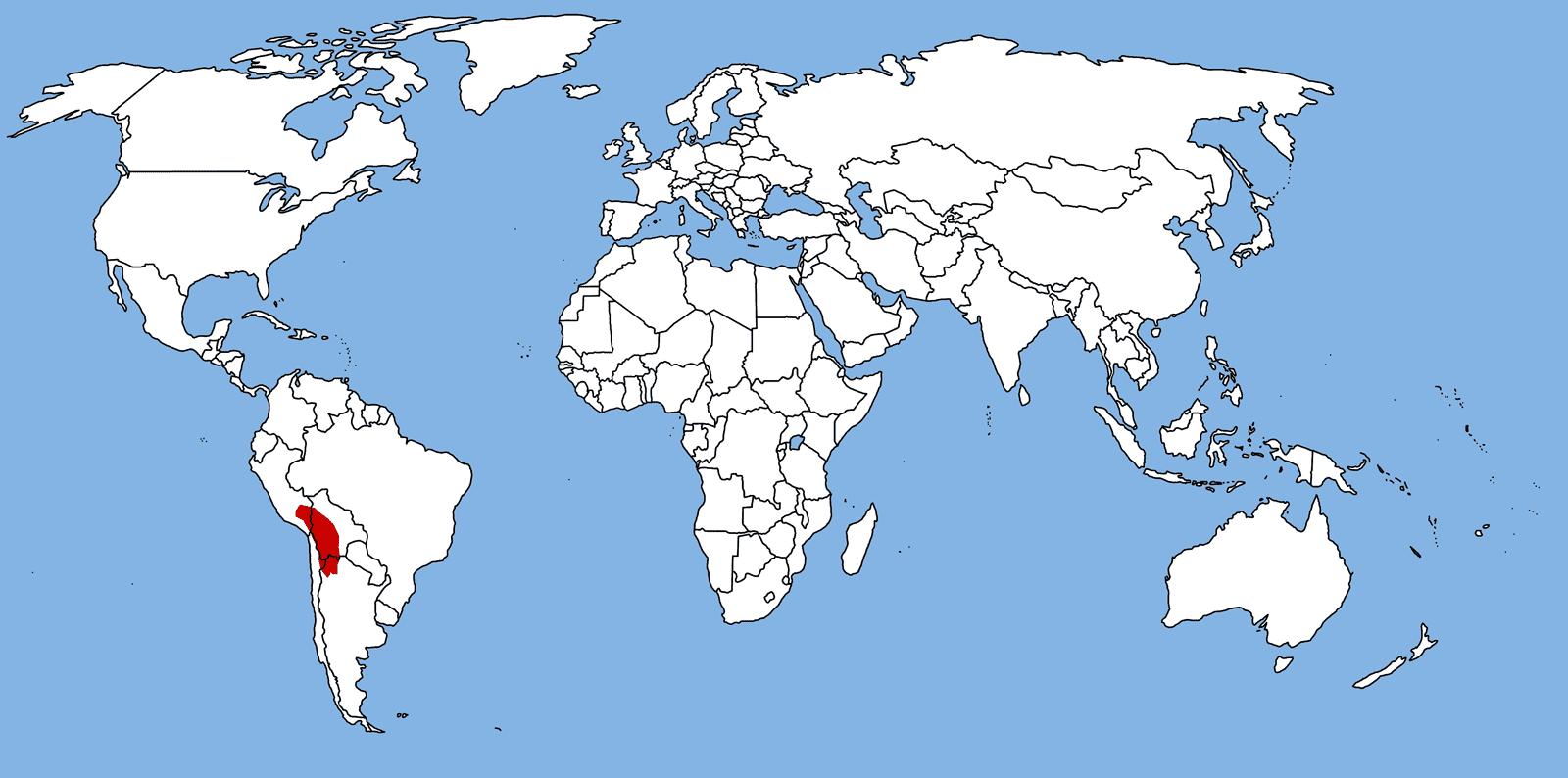
Położenie Altiplano na mapie świata

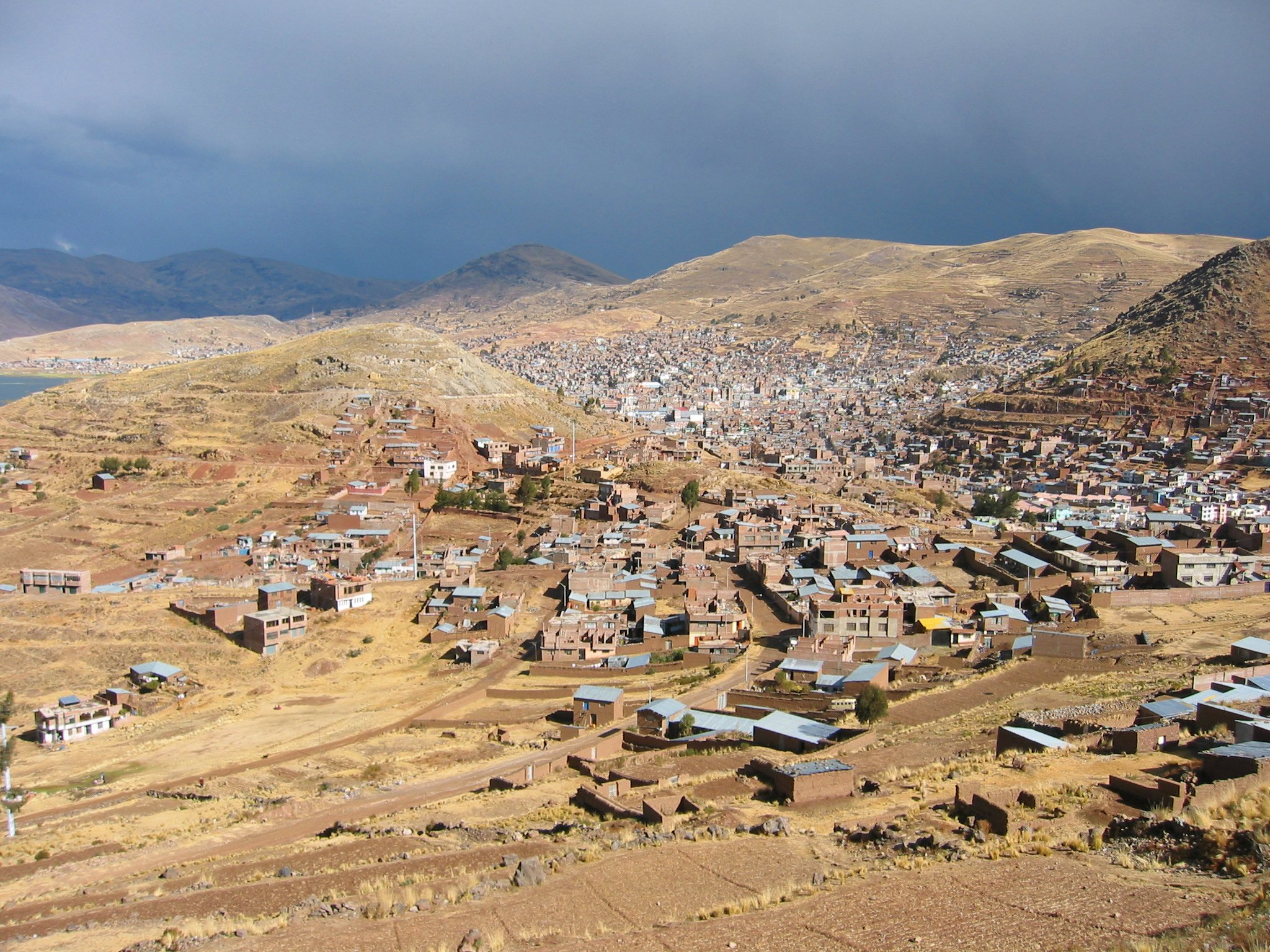
Puno (Peru) jest jednym z największych miast Altiplano.

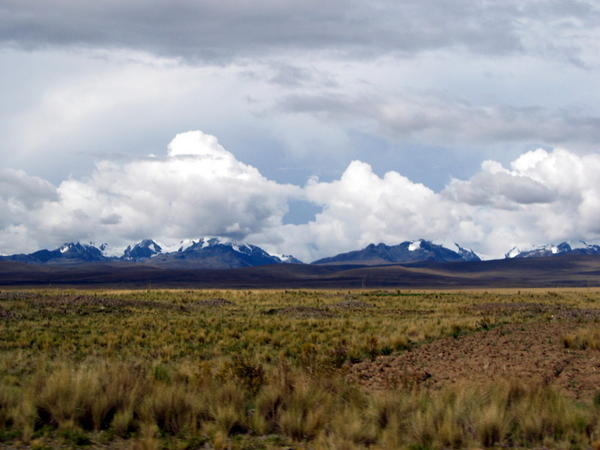
Altiplano w Boliwii, w tle widać pokryte śniegiem szczyty Andów

Altiplano – płaskowyż śródgórski w Andach Środkowych, w Boliwii (Park Narodowy Sajama), Peru i północnym Chile (Park Narodowy Lauca).
Znajduje się na wysokości 3300–3800 m n.p.m. Występują kotliny bezodpływowe. Znajdują się jeziora (m.in. Titicaca, Poopó), a także solniska (Salar de Uyuni). Występuje roślinność półpustynna (puna) oraz największe na świecie złoża rudy cyny.